# Poculinia
Poculinia is een monotypisch geslacht van schimmels behorend tot de familie Pezizellaceae. Het bevat alleen Poculinia nothofag.